# Aindling
Aindling – gmina targowa w Niemczech, w kraju związkowym Bawaria, w rejencji Szwabia, w regionie Augsburg, w powiecie Aichach-Friedberg, siedziba wspólnoty administracyjnej Aindling. Leży około 15 km na północny zachód od Aichach.

## Dzielnice
Aindling, Binnenbach, Gaulzhofen, Hausen, Pichl i Stotzard.

## Demografia

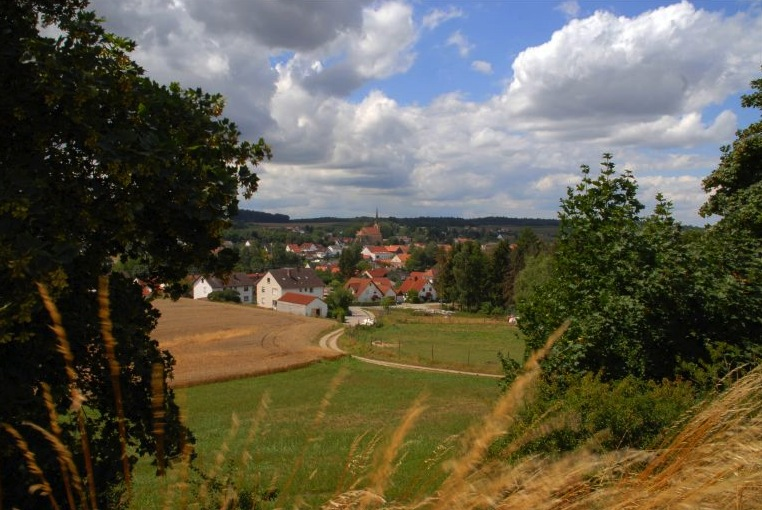
Aindling

| Rok  | Liczba mieszk. |
| ---- | -------------- |
| 1970 | 2 954          |
| 1987 | 3 471          |
| 2005 | 4 407          |

## Polityka
Wójtem gminy jest Tomas Zinnecker, rada gminy składa się z 16 osób.
|      | CSU/FWG | SPD | FWG "Bürgerwille '76" | REP/PW | PW | Razem |
| 2008 | 9       | 1   | 4                     | -      | 2  | 16    |
| 2002 | 8       | 1   | 6                     | 1      | -  | 16    |

### Współpraca
Miejscowości partnerskie:
- Avord, Francja
- Fürstenfeld, Austria